# Лимнеус, Георг
Георг Лимнеус (Пустой шаблон {{ВД-Преамбула}} ) — немецкий математик, астрономом и библиотекарь.

## Биография
Отец Георга Лимнеуса Антониус Вирн приехал из Швейцарии и поступил на военную службу к Иоанну Фридриху Саксонскому. Он был капитаном и комендантом замка Лейхтенбург на реке Заале. После службы переехал в Йену, где зарабатывал на жизнь слесарным и оружейным делом. Георг Лимнеус окончил городскую школу в Йене и поступил в Йенский университет (Салана) летом 1571 года, где посещал лекции на философском факультете, сменил имя на Лимнаус в соответствии с обычаями того времени и в 1581 году получил академическую степень магистра философии. Вместе с дворянами из семьи Хуттен он перешёл в Гейдельбергский университет, где пробыл два года. В 1588 году вернулся в Йену, где стал профессором математики и первым библиотекарем университетской библиотеки. Его лекции были посвящены сфере неподвижных звёзд и началам сферической тригонометрии. Он опирался на учебник математика Иоанна Сакробоско.
Также читал лекции по географии, геодезии, космографии, планетарной теории, использовании астрономических таблиц, общей хронологии и научной арифметике. Лимнеус, интересовавшийся гелиоцентрической системой Николая Коперника, оставил после себя пять рукописных работ и пользовался высокой репутацией астролога. Он общался с Иоганном Кеплером, Галилео Галилеем, Тихо Браге и Николасом Реймерсом. В 1594 году Лимнеус основал небольшую обсерваторию и таким образом стал основателем первой обсерватории в Йене. Будучи преподавателем университета в Салане, он также занимался организационными вопросами. Он шесть раз был деканом философского факультета и ректором Йенского университета в летние семестры 1593 и 1609 годов. Лимнеус и его жена стали жертвами чумы, опустошившей Йену в 1611 году.
3 февраля 1589 года в Хельдбурге Лимнеус женился на Анне Мурхарт (ум. 1 сентября 1611 года в Йене), вдове пастора из Биркенфельда, Иоганна Бройнинга. От этого брака родились йенский библиотекарь Вольфганг Лимнеус (10 сентября 1590 — 9 сентября 1617) и известный юрист Йоханнес Лимнеус.